# Foix
Foix (okzitanisch Fois) ist eine südfranzösische Kleinstadt und eine Gemeinde mit 9.731 Einwohnern (Stand 1. Januar 2022). Sie ist Sitz der Präfektur des Départements Ariège in der Region Okzitanien. Der Verwaltungssitz des Gemeindeverbands L’Agglo Foix-Varilhes befindet sich ebenso in Foix wie das Bureau centralisateur des gleichnamigen Kantons. Foix ist nach Pamiers die nach Bevölkerung zweitgrößte Gemeinde des Départements. Die Bewohner werden Fuxéens und Fuxéennes genannt.

## Geografie und Klima

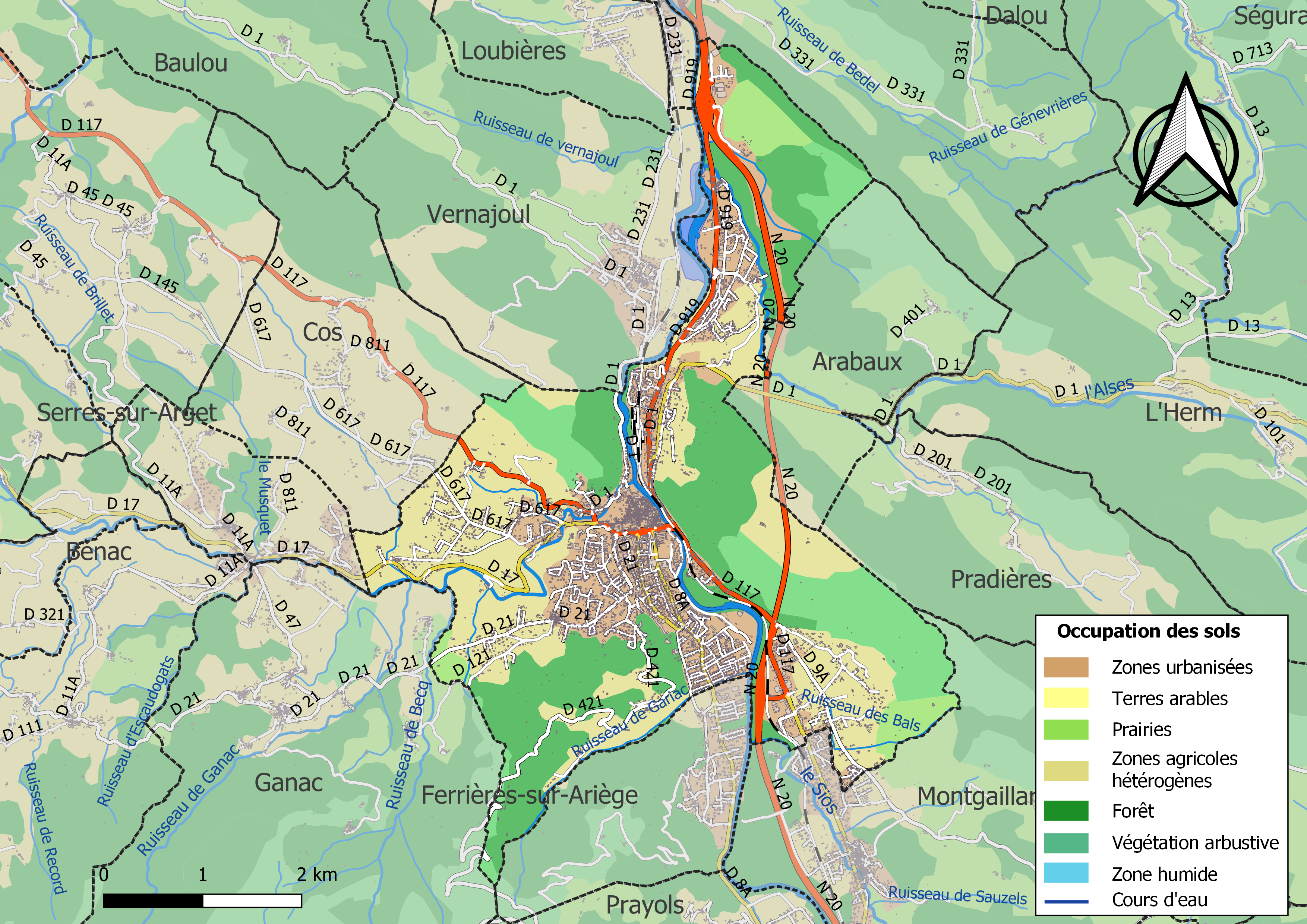
Bodennutzung und Infrastruktur der Gemeinde

Die etwa 380 m hoch gelegene Stadt Foix liegt ca. 87 km (Fahrtstrecke) südlich von Toulouse am Ausgang des einstigen Gletschertals der Ariège in den Pyrenäen. Am nördlichen Stadtrand mündet der Arget von Westen in die Ariège, an der südlichen Gemeindegrenze von Südosten der Sios.
Das Gemeindegebiet ist Teil der Natura 2000-Schutzgebiete „Garonne, Ariège, Hers, Salat, Pique et Neste“, das hauptsächlich der Fischwanderung gewidmet ist, und „Pechs de Foix, Soula et Roquefixade, grotte de l’Herm“. Außerdem ist es Teil von insgesamt neun ZNIEFF-Naturgebieten. Etwas über die Hälfte der Fläche der Gemeinde ist urbanisiert, etwa der gleiche Flächenanteil ist bewaldet.
Umgeben wird Foix von den zehn Nachbargemeinden:
| Vernajoul                   | Crampagna Saint-Jean-de-Verges              | Arabaux      |
| Cos Saint-Pierre-de-Rivière | Kompassrose, die auf Nachbargemeinden zeigt | Pradières    |
| Ganac                       | Ferrières-sur-Ariège                        | Montgailhard |

|                        | Jan  | Feb  | Mär  | Apr  | Mai  | Jun  | Jul  | Aug  | Sep  | Okt  | Nov  | Dez |   |      |
| Mittl. Temperatur (°C) | 3,3  | 3,3  | 6,6  | 9,4  | 12,7 | 16,9 | 18,7 | 18,7 | 15,7 | 12,6 | 6,9  | 4,2 | ⌀ | 10,8 |
| Mittl. Tagesmax. (°C)  | 7,3  | 7,7  | 11,4 | 14,1 | 17,1 | 21,3 | 23,1 | 23,3 | 20,2 | 17   | 10,8 | 8,3 | ⌀ | 15,2 |
| Mittl. Tagesmin. (°C)  | −0,1 | −0,7 | 2,2  | 4,8  | 8,1  | 12,1 | 14,1 | 14,2 | 11,4 | 8,7  | 3,6  | 0,9 | ⌀ | 6,6  |
|                        |      |      |      |      |      |      |      |      |      |      |      |     |   |      |
| Niederschlag (mm)      | 103  | 94   | 92   | 124  | 140  | 120  | 114  | 102  | 89   | 92   | 115  | 94  | Σ | 1279 |
|                        |      |      |      |      |      |      |      |      |      |      |      |     |   |      |
| Sonnenstunden (h/d)    | 5,0  | 5,7  | 7,1  | 7,7  | 8,1  | 9,0  | 8,8  | 8,6  | 8,1  | 7,0  | 5,4  | 5,3 | ⌀ | 7,2  |
|                        |      |      |      |      |      |      |      |      |      |      |      |     |   |      |
| Regentage (d)          | 10   | 9    | 9    | 12   | 13   | 11   | 11   | 11   | 9    | 9    | 10   | 9   | Σ | 123  |
|                        |      |      |      |      |      |      |      |      |      |      |      |     |   |      |
| Luftfeuchtigkeit (%)   | 79   | 76   | 73   | 73   | 76   | 74   | 72   | 72   | 73   | 76   | 80   | 76  | ⌀ | 75   |

| −0,1 |

| −0,7 |

| 2,2 |

| 4,8 |

| 8,1 |

| 12,1 |

| 14,1 |

| 14,2 |

| 11,4 |

| 8,7 |

| 3,6 |

| 0,9 |

| −0,1 |

| −0,7 |

| 2,2 |

| 4,8 |

| 8,1 |

| 12,1 |

| 14,1 |

| 14,2 |

| 11,4 |

| 8,7 |

| 3,6 |

| 0,9 |

Das Klima ist als Ozeanklima (Cfb-Klima) nach Köppen und Geiger klassifiziert. Es zeichnet sich durch warme Sommer und milde Winter aus. Markante jahreszeitliche Unterschiede bezüglich Temperatur und Niederschläge sind nicht zu verzeichnen. Die Luftfeuchtigkeit ist das ganze Jahr über relativ hoch. Die Angaben von Temperatur, Wassertemperatur, Niederschlag, Regentag und Luftfeuchtigkeit basieren auf Daten von 1991 bis 2021, Sonnenstunden auf Daten von 1999 bis 2019.

## Geschichte
Auf dem Gebiet der Stadt wurden prähistorische und antike Kleinfunde entdeckt, die jedoch nicht als Hinweise auf die Existenz einer Siedlung gedeutet werden können. Eine solche scheint – wie Münzfunde belegen – erst in merowingischer Zeit, d. h. im 5./6. Jahrhundert, existiert zu haben. Karl der Große stiftete angeblich eine Kapelle, aus der sich später ein Kloster entwickelte. Ursprünglich gehörte das Pays de Foix zum Herzogtum Aquitanien; später kam es zur Grafschaft Carcassonne. Im 11. Jahrhundert wurde es selbst zur Grafschaft erhoben und von einem ruhmreichen Adelsgeschlecht beherrscht. An ihrem Hof ließen die Grafen regelmäßig Troubadoure und Poeten auftreten. Graf Gaston III. Fébus war sogar Autor eines Jagdbuchs. Das Pays de Foix gehörte gemeinsam mit dem Couserans und dem Donezan zum Katharer-Gebiet. Die Mauern von Foix hielten im 13. Jahrhundert dem Ansturm der Kreuzritter stand. Hier tobte der Albigenserkreuzzug besonders heftig. Im Jahr 1229 wird der Albigenserkrieg im Vertrag von Paris für beendet erklärt; die Grafen von Foix wurden zu Vasallen des französischen Königs. Durch Erbschaft gelangten sie in den Besitz des navarresischen Béarn, wo sie sich niederließen, um nicht unter der Herrschaft des französischen Königs zu stehen. Doch im Jahr 1607 kam auch das Béarn unter die Herrschaft Henri IV., der es seinem Krongut anschloss.
Die Grafen von Foix übten lange Zeit zusammen mit dem Bischof von Urgell als Co-Fürsten die Herrschaft über Andorra aus. Sie übertrugen diese Rechte auf den französischen König, der seitdem einen Vogt nach Andorra entsandte. Dieses Recht ging auf französischer Seite auf die französische Republik bzw. den Staatspräsidenten über. Seit 1993 ist Andorra ein unabhängiges Fürstentum mit den zwei Co-Fürsten als Staatsoberhäupter.

## Bevölkerungsentwicklung
| Bevölkerungsentwicklung |      |  |       |           |
| \| Foix: Einwohnerzahlen von 1793 bis 2021 \| Foix: Einwohnerzahlen von 1793 bis 2021 \| Foix: Einwohnerzahlen von 1793 bis 2021 \| Foix: Einwohnerzahlen von 1793 bis 2021 \| Foix: Einwohnerzahlen von 1793 bis 2021 \| \| -------------------------------------------------------------------------------------------------------------------------------------- \| --------------------------------------- \| --------------------------------------- \| --------------------------------------- \| --------------------------------------- \| \| Jahr \| \| \| \| Einwohner \| \| 1793 \| 1793 \| \| 3.265 \| 3.265 \| \| 1800 \| 1800 \| \| 3.509 \| 3.509 \| \| 1806 \| 1806 \| \| 3.959 \| 3.959 \| \| 1821 \| 1821 \| \| 4.552 \| 4.552 \| \| 1831 \| 1831 \| \| 4.857 \| 4.857 \| \| 1836 \| 1836 \| \| 4.699 \| 4.699 \| \| 1841 \| 1841 \| \| 4.714 \| 4.714 \| \| 1846 \| 1846 \| \| 5.086 \| 5.086 \| \| 1851 \| 1851 \| \| 4.684 \| 4.684 \| \| 1856 \| 1856 \| \| 5.257 \| 5.257 \| \| 1861 \| 1861 \| \| 5.507 \| 5.507 \| \| 1866 \| 1866 \| \| 6.746 \| 6.746 \| \| 1872 \| 1872 \| \| 6.706 \| 6.706 \| \| 1876 \| 1876 \| \| 6.362 \| 6.362 \| \| 1881 \| 1881 \| \| 7.076 \| 7.076 \| \| 1886 \| 1886 \| \| 7.369 \| 7.369 \| \| 1891 \| 1891 \| \| 7.568 \| 7.568 \| \| 1896 \| 1896 \| \| 6.722 \| 6.722 \| \| 1901 \| 1901 \| \| 7.065 \| 7.065 \| \| 1906 \| 1906 \| \| 6.750 \| 6.750 \| \| 1911 \| 1911 \| \| 6.806 \| 6.806 \| \| 1921 \| 1921 \| \| 6.165 \| 6.165 \| \| 1926 \| 1926 \| \| 6.461 \| 6.461 \| \| 1931 \| 1931 \| \| 6.279 \| 6.279 \| \| 1936 \| 1936 \| \| 7.006 \| 7.006 \| \| 1946 \| 1946 \| \| 7.798 \| 7.798 \| \| 1954 \| 1954 \| \| 7.632 \| 7.632 \| \| 1962 \| 1962 \| \| 8.156 \| 8.156 \| \| 1968 \| 1968 \| \| 9.331 \| 9.331 \| \| 1975 \| 1975 \| \| 9.599 \| 9.599 \| \| 1982 \| 1982 \| \| 9.282 \| 9.282 \| \| 1990 \| 1990 \| \| 9.964 \| 9.964 \| \| 1999 \| 1999 \| \| 9.109 \| 9.109 \| \| 2006 \| 2006 \| \| 9.605 \| 9.605 \| \| 2013 \| 2013 \| \| 9.731 \| 9.731 \| \| 2021 \| 2021 \| \| 9.472 \| 9.472 \| \| Quelle(n): EHESS/Cassini bis 1999,[1] INSEE ab 2006[2][3][4] Anmerkung(en): Ab 1962 offizielle Zahlen ohne Einwohner mit Zweitwohnsitz \| \| \| \| \| |      |  |       |           |
| Foix: Einwohnerzahlen von 1793 bis 2021 |      |  |       |           |
| Jahr |      |  |       | Einwohner |
| 1793 | 1793 |  | 3.265 | 3.265     |
| 1800 | 1800 |  | 3.509 | 3.509     |
| 1806 | 1806 |  | 3.959 | 3.959     |
| 1821 | 1821 |  | 4.552 | 4.552     |
| 1831 | 1831 |  | 4.857 | 4.857     |
| 1836 | 1836 |  | 4.699 | 4.699     |
| 1841 | 1841 |  | 4.714 | 4.714     |
| 1846 | 1846 |  | 5.086 | 5.086     |
| 1851 | 1851 |  | 4.684 | 4.684     |
| 1856 | 1856 |  | 5.257 | 5.257     |
| 1861 | 1861 |  | 5.507 | 5.507     |
| 1866 | 1866 |  | 6.746 | 6.746     |
| 1872 | 1872 |  | 6.706 | 6.706     |
| 1876 | 1876 |  | 6.362 | 6.362     |
| 1881 | 1881 |  | 7.076 | 7.076     |
| 1886 | 1886 |  | 7.369 | 7.369     |
| 1891 | 1891 |  | 7.568 | 7.568     |
| 1896 | 1896 |  | 6.722 | 6.722     |
| 1901 | 1901 |  | 7.065 | 7.065     |
| 1906 | 1906 |  | 6.750 | 6.750     |
| 1911 | 1911 |  | 6.806 | 6.806     |
| 1921 | 1921 |  | 6.165 | 6.165     |
| 1926 | 1926 |  | 6.461 | 6.461     |
| 1931 | 1931 |  | 6.279 | 6.279     |
| 1936 | 1936 |  | 7.006 | 7.006     |
| 1946 | 1946 |  | 7.798 | 7.798     |
| 1954 | 1954 |  | 7.632 | 7.632     |
| 1962 | 1962 |  | 8.156 | 8.156     |
| 1968 | 1968 |  | 9.331 | 9.331     |
| 1975 | 1975 |  | 9.599 | 9.599     |
| 1982 | 1982 |  | 9.282 | 9.282     |
| 1990 | 1990 |  | 9.964 | 9.964     |
| 1999 | 1999 |  | 9.109 | 9.109     |
| 2006 | 2006 |  | 9.605 | 9.605     |
| 2013 | 2013 |  | 9.731 | 9.731     |
| 2021 | 2021 |  | 9.472 | 9.472     |
| Quelle(n): EHESS/Cassini bis 1999, INSEE ab 2006 Anmerkung(en): Ab 1962 offizielle Zahlen ohne Einwohner mit Zweitwohnsitz |      |  |       |           |

Die Mechanisierung der Landwirtschaft und die Aufgabe bäuerlicher Kleinbetriebe („Höfesterben“) führten in der ersten Hälfte des 20. Jahrhunderts zu einer stetigen Zunahme der Einwohnerzahlen in den Städten.

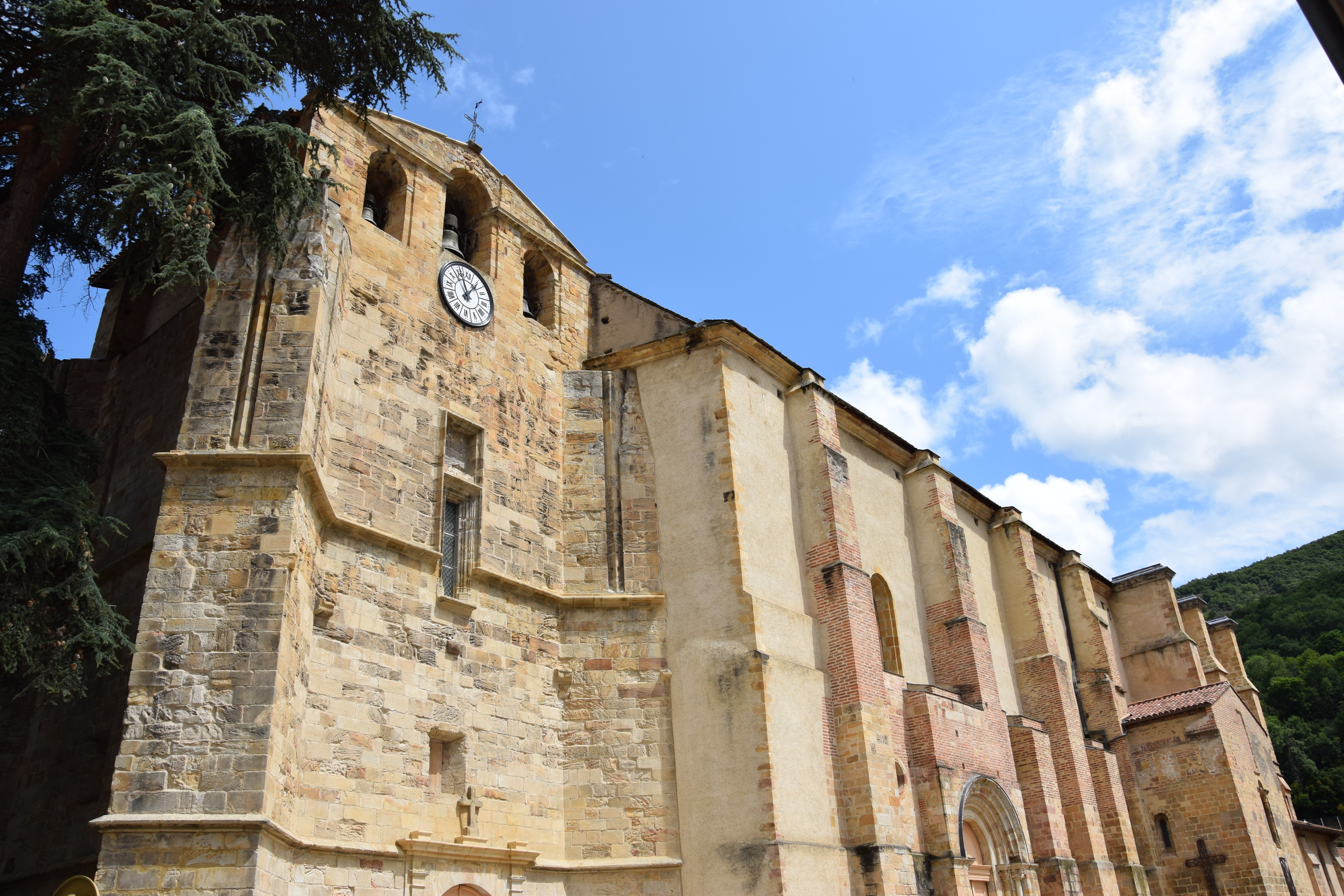
Ehemalige Abteikirche Saint-Volusien

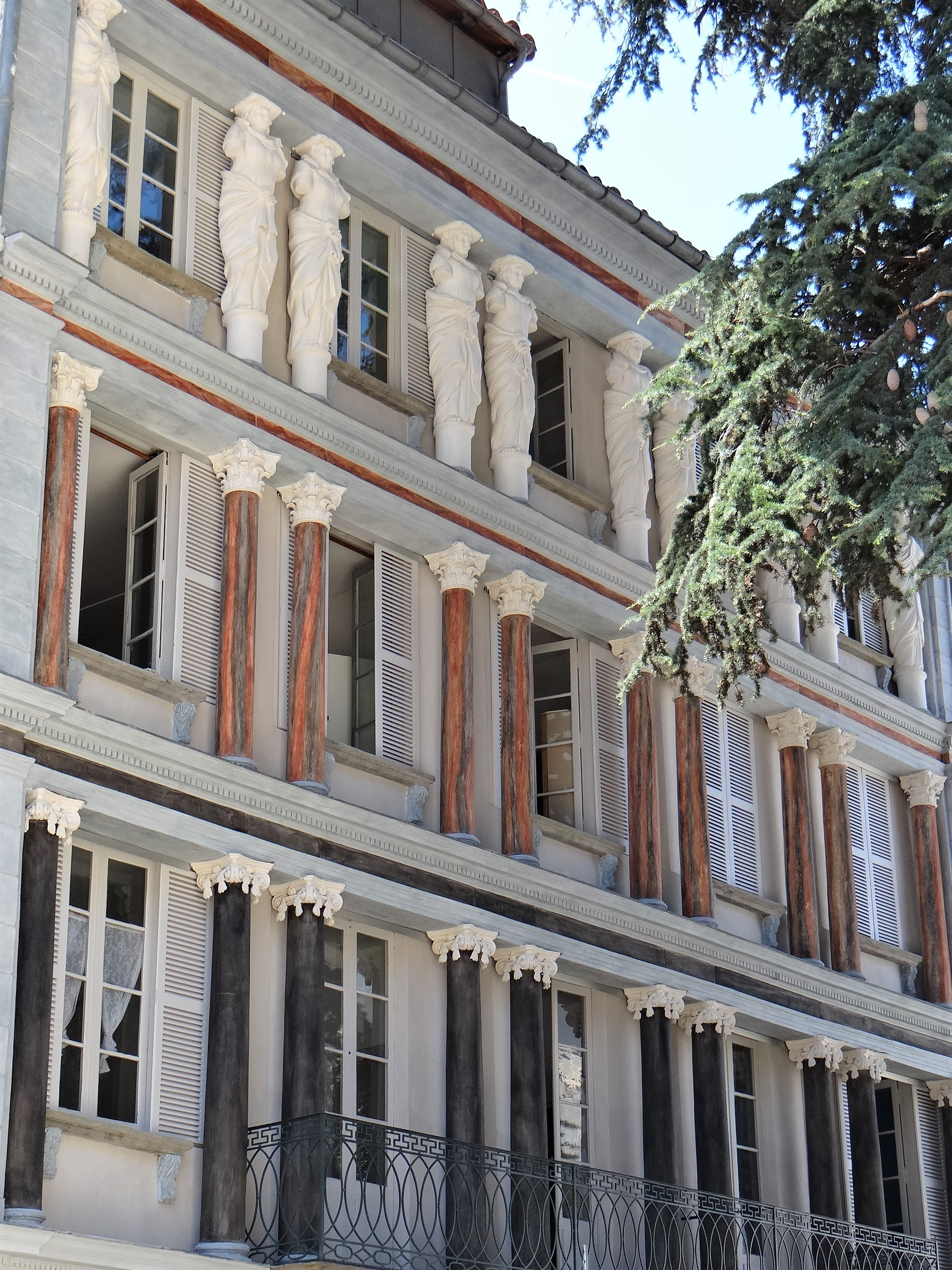
Maison des Cariatides

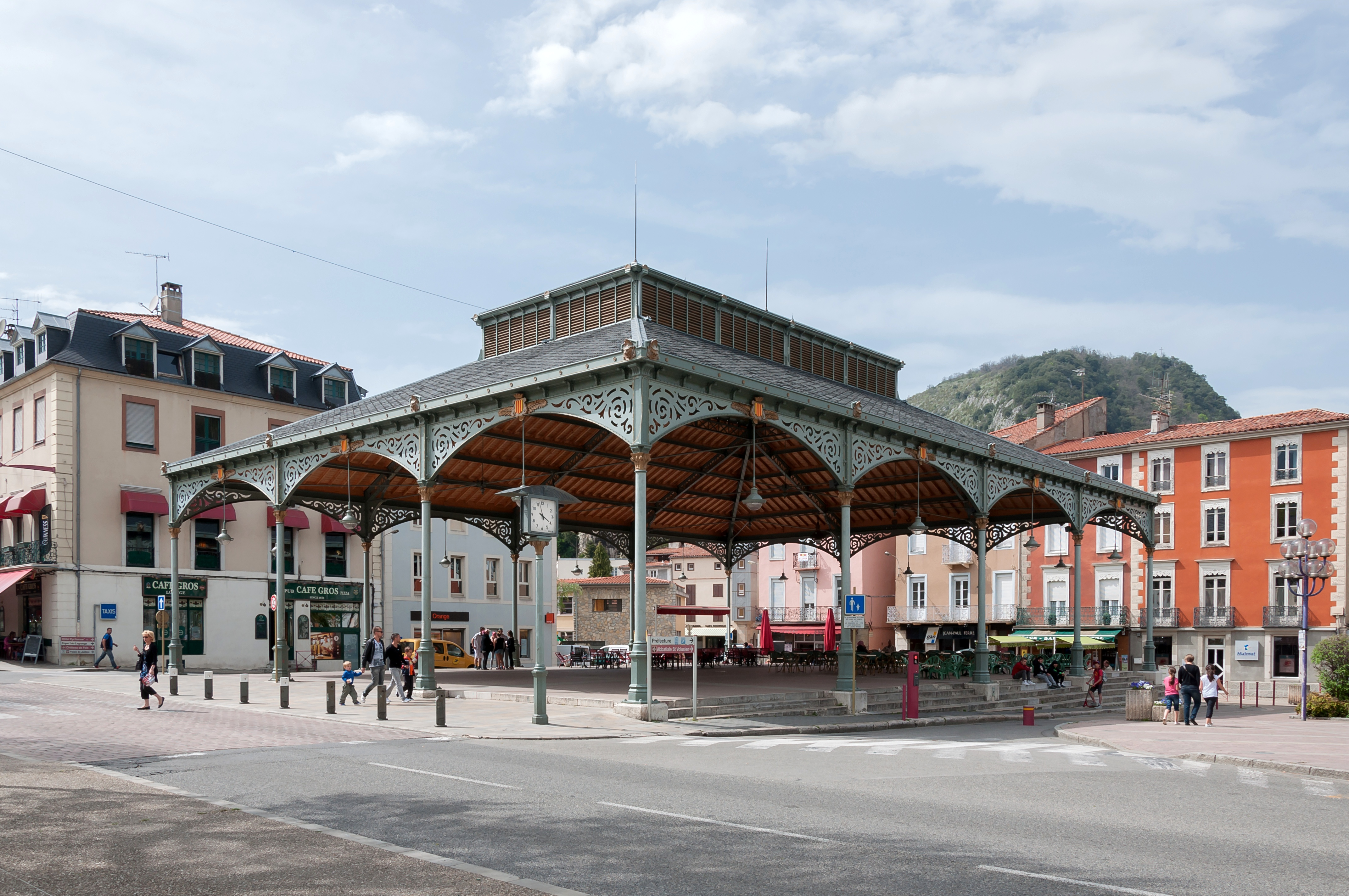
Markthalle

## Sehenswürdigkeiten
- Die schmalen Gassen Rue de Labistour und Rue des Marchands kreuzen sich in der Altstadt beim kleinen bronzenen Gänsebrunnen. Zur Burg führt ein steiler Weg, die Rue des Chapeliers.
- Auf einem Felsen am Stadtrand thront die mehrtürmige Burg der Grafen von Foix mit Ursprüngen aus dem 10. Jahrhundert. Hier befindet sich das Heimatmuseum (Musée départemental du Château des Comtes de Foix), in welchem neben Kriegs- und Jagdwaffen auch Fundstücke aus dem Paläolithikum bis zur Bronzezeit gezeigt werden. Die Burg ist seit 1840 als Monument historique klassifiziert.
- Die ehemalige Abteikirche Saint Volusien ist ein einschiffiger Bau des 12. und 13. Jahrhunderts. Sie wurde in den Hugenottenkriegen (1562–1598) schwer beschädigt und danach im Stil der Hochklassik wieder aufgebaut. Lediglich die schmucklose Westfassade und ein romanisches Eingangsportal auf der Südseite blieben erhalten. Sehenswert ist vor allem das Chorgestühl (stalles). Die Kirche birgt zahlreiche Ausstattungsgegenstände, die in der Base Palissy gelistet sind, darunter eine große Anzahl, die als Monument historique der beweglichen Objekte klassifiziert sind. Die Kirche selbst ist seit 1964 als Monument historique klassifiziert.
- Die Markthalle (Halle aux grains) ist eine Guss- und Schmiedeeisenkonstruktion aus dem 19. Jahrhundert.
- Ein repräsentatives Stadthaus (Maison des Cariatides) zeigt neben zahlreichen vorgestellten Säulen in den Untergeschossen der Fassade auch 10 Karyatiden im Obergeschoss. Es stammt aus dem 19. Jahrhundert und ist seit 2015 als Monument historique eingeschrieben.

## Bildung
Die Gemeinde verfügt über
- eine öffentliche Vorschule,
- fünf öffentliche Vor- und Grundschulen (Écoles primaires),
- eine öffentliche Grundschule (École élémentaire),
- ein öffentliches Collège und
- ein öffentliches allgemeines und Technologie-orientiertes Lycée „Gabriel Fauré“.[5]

## Wirtschaft und Infrastruktur
Die Bewohner des Pays de Foix lebten lange Zeit vom Eisenerzbergbau in der Mine du Rancié, die bis zu ihrer endgültigen Stilllegung im Jahr 1931 nach einem archaischen genossenschaftlichen System betrieben wurde. Im Ariège-Gebiet wurde seit dem Mittelalter auch immer wieder von Goldwäschern erfolgreich nach Gold gesucht. Die Nordseite der Pyrenäen ist sehr waldreich, so dass viele Menschen auch von der Holzwirtschaft lebten. In der näheren Umgebung von Foix gibt es auch große Fischteiche, in denen das große Angebot sauberen Wassers für die Fischzucht genutzt wird. Heute dominiert der Tourismus.

### Verkehr
Die autobahnähnlich ausgebaute Route nationale 20 zur Umfahrung von Foix ist im östlichen Gemeindegebiet seit 2001 untertunnelt. Am oberen und am unteren Ende sind Anschlussstellen vorhanden, die auf die Departementsstraßen 919 bzw. 117 führen, die an einer Brücke auf dem rechten Ufer der Ariège stoßen, über die zur Innenstadt gelangt werden kann.

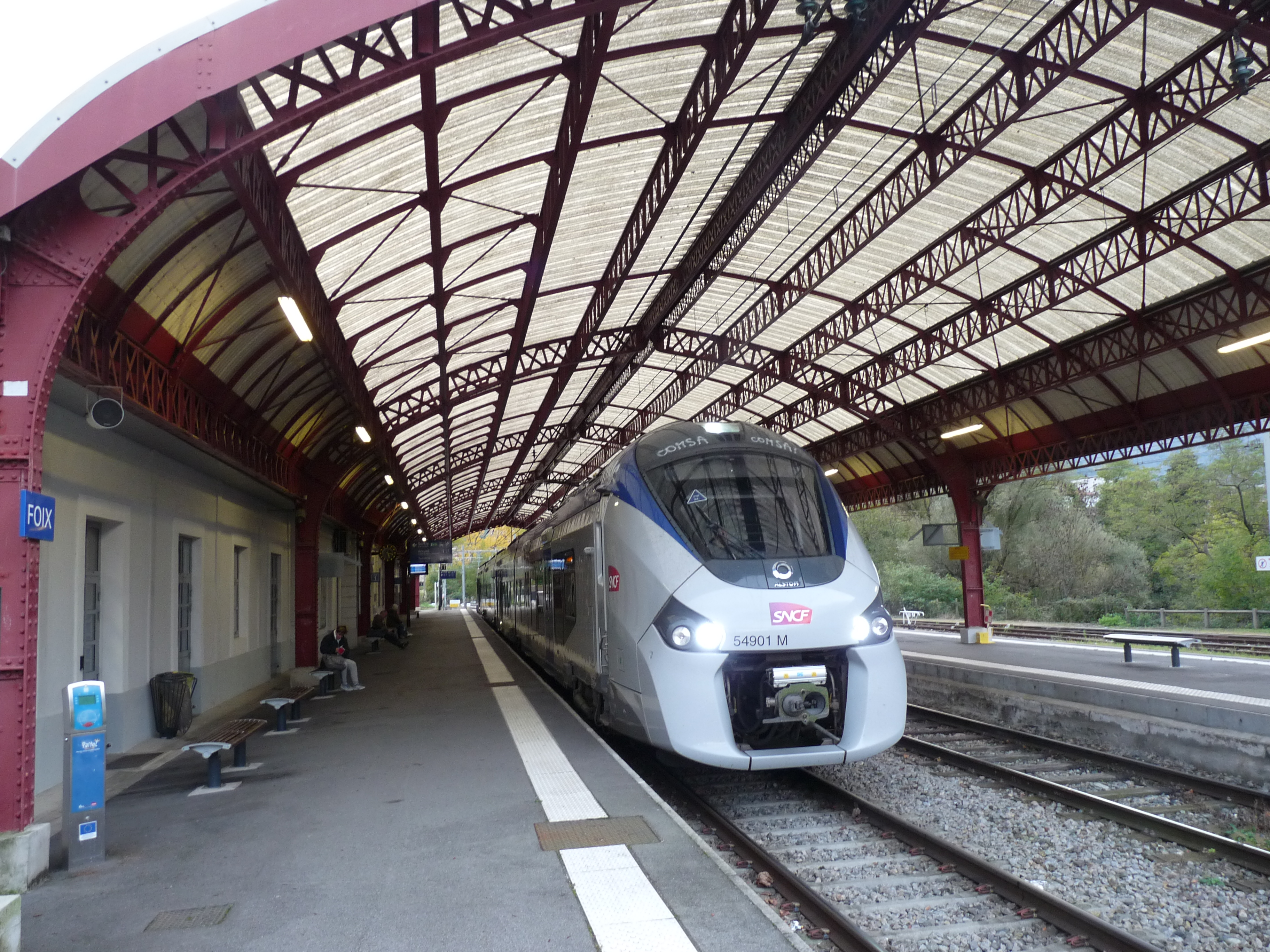
Bahnhof

Drei Linien der regionalen Transportgesellschaft liO verbinden Foix mit Lavelanet, Pamiers und Saint-Girons.
Foix hat einen Bahnhof an der Bahnstrecke Portet-Saint-Simon–Puigcerdà.

## Städtepartnerschaften
Foix unterhält Städtepartnerschaften mit Lleida in Spanien, Andorra la Vella in Andorra und Ripon im Vereinigten Königreich.

## Persönlichkeiten
- Jacques Bénazet (1778–1848), französischer Unternehmer in Baden-Baden, geboren in Foix
- Charles de Freycinet (1828–1923), französischer Politiker, geboren in Foix
- Christian d’Orgeix (1927–2019), französischer Maler, geboren in Foix
- Michel Teychenné (* 1957), französischer Politiker der Parti socialiste, geboren in Foix